# Литературна награда на вестник „Велт“
Международната литературна награда „Велт“ (на немски: Welt-Literaturpreis) е учредена през 1998 г. от германския всекидневник Велт и се присъжда ежегодно.
Отличието е на стойност 10 000 €.

## Носители на наградата (подбор)
- Бернхард Шлинк (1999)
- Имре Кертес (2000)
- Джефри Юдженидис (2003)
- Амос Оз (2004)
- Даниел Келман (2007)
- Филип Рот (2009)
- Алберт Остермайер (2011)
- Цруя Шалев (2012)
- Джонатан Франзен (2013)
- Харуки Мураками (2014)
- Зейди Смит (2016)